# Pascal Berenguer
Pascal Berenguer (Marseille, 20 mei 1981) is een Franse voetballer (middenvelder) die sinds 2003 voor de Franse eersteklasser AS Nancy uitkomt.